# 液化天然气储罐

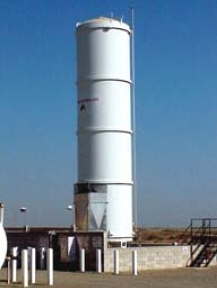
液化天然气储罐

液化天然气储罐是一种专门用于储存液化天然气的储罐。液化天然气储罐可以在地面以及液化天然氣載運船中找到。液化天然气储罐可以在-162℃的极低温度下储存液化天然气。 不同的液化天然气储罐大小差异很大，這具体取决于使用情况。